# F1選手権レースの一覧
F1選手権レースの一覧は、1950年に始まった、FIA F1世界選手権で開催されたことのあるレースの一覧を示す。

## レース一覧
開催年度及び開催回数は2025年ハンガリーグランプリ終了時点。

### グランプリの一覧
下記のリストのうち、太字は2025年の選手権において開催されることとなっているレースとサーキットを示す。
2024年終了時点の最多開催数はイギリスグランプリとイタリアグランプリの75回で、F1世界選手権初年度の1950年から毎年開催されている。
| レース                         | サーキット（開催年度） | 回数 |
| ------------------------------ | --- | ---- |
| アイフェルグランプリ           | ニュルブルクリンク (2020年) | 1    |
| アゼルバイジャングランプリ     | バクー (2017年-2019年, 2021年-2024年) | 7    |
| アブダビグランプリ             | ヤス・マリーナ (2009年-2024年) | 16   |
| アメリカグランプリ             | セブリング (1959年) リバーサイド (1960年) ワトキンズ・グレン (1961年-1980年) フェニックス (1989年-1991年) インディアナポリス (2000年-2007年) オースティン (2012年-2019年, 2021年-2024年) | 45   |
| アメリカ西グランプリ           | ロングビーチ (1976年-1983年) | 8    |
| アルゼンチングランプリ         | ブエノスアイレス (1953年-1958年, 1960年, 1972年-1975年, 1977年-1981年, 1995年-1998年) | 20   |
| イギリスグランプリ             | シルバーストン (1950年-1954年, 1956年, 1958年, 1960年, 1963年, 1965年, 1967年, 1969年, 1971年, 1973年, 1975年, 1977年, 1979年, 1981年, 1983年, 1985年, 1987年-2025年) エイントリー (1955年, 1957年, 1959年, 1961年-1962年) ブランズ・ハッチ (1964年, 1966年, 1968年, 1970年, 1972年, 1974年, 1976年, 1978年, 1980年, 1982年, 1984年, 1986年)                                                                                    | 76   |
| イタリアグランプリ             | モンツァ (1950年-1979年, 1981年-2024年) イモラ (1980年) | 75   |
| インディ500                    | インディアナポリス (1950年-1960年) | 11   |
| インドグランプリ               | ブッダ (2011年-2013年) | 3    |
| エミリア・ロマーニャグランプリ | イモラ (2020年-2022年, 2024年-2025年) | 5    |
| オーストラリアグランプリ       | アデレード (1985年-1995年) メルボルン (1996年-2019年, 2022年-2025年) | 39   |
| オーストリアグランプリ         | ツェルトヴェク (1964年) シュピールベルク (1970年-1987年, 1997年-2003年, 2014年-2025年) | 38   |
| オランダグランプリ             | ザントフォールト (1952年-1953年, 1955年, 1958年-1971年, 1973年-1985年, 2021年-2024年) | 34   |
| カタールグランプリ             | ルサイル (2021年, 2023年-2024年) | 3    |
| カナダグランプリ               | モスポート・パーク (1967年, 1969年, 1971年-1974年, 1976年-1977年) モントランブラン (1968年, 1970年) モントリオール (1978年-1986年, 1988年-2008年, 2010年-2019年, 2022年-2025年) | 54   |
| 韓国グランプリ                 | 霊岩 (2010年-2013年) | 4    |
| サウジアラビアグランプリ       | ジェッダ (2021年-2025年) | 5    |
| サヒールグランプリ             | サヒール (2020年) | 1    |
| サンパウログランプリ           | インテルラゴス (2021年-2024年) | 4    |
| サンマリノグランプリ           | イモラ (1981年-2006年) | 26   |
| シーザーズ・パレスグランプリ   | シーザーズ・パレス (1981年-1982年) | 2    |
| シュタイアーマルクグランプリ   | シュピールベルク (2020年-2021年) | 2    |
| シンガポールグランプリ         | マリーナベイ (2008年-2019年, 2022年-2024年) | 15   |
| スイスグランプリ               | ブレムガルテン (1950年-1954年) ディジョン (1982年) | 6    |
| スウェーデングランプリ         | アンデルストープ (1973年-1978年) | 6    |
| スペイングランプリ             | ペドラルベス (1951年, 1954年) ハラマ (1968年, 1970年, 1972年, 1974年, 1976年-1979年, 1981年) モンジュイック (1969年, 1971年, 1973年, 1975年) ヘレス (1986年-1990年) カタロニア (1991年-2025年) | 55   |
| ダラスグランプリ               | ダラス (1984年) | 1    |
| 中国グランプリ                 | 上海 (2004年-2019年, 2024年-2025年) | 18   |
| デトロイトグランプリ           | デトロイト (1982年-1988年) | 7    |
| ドイツグランプリ               | ニュルブルクリンク (1951年-1954年, 1956年-1958年, 1961年-1969年, 1971年-1976年, 1985年, 2009年, 2011年, 2013年) アヴス (1959年) ホッケンハイム (1970年, 1977年-1984年, 1986年-2006年, 2008年, 2010年, 2012年, 2014年, 2016年, 2018年-2019年) | 64   |
| トスカーナグランプリ           | ムジェロ (2020年) | 1    |
| トルコグランプリ               | イスタンブール (2005年-2011年, 2020年-2021年) | 9    |
| 日本グランプリ                 | 富士 (1976年-1977年, 2007年-2008年) 鈴鹿 (1987年-2006年, 2009年-2019年, 2022年-2025年) | 39   |
| バーレーングランプリ           | サヒール (2004年-2010年, 2012年-2025年) | 21   |
| パシフィックグランプリ         | 英田 (1994年-1995年) | 2    |
| ハンガリーグランプリ           | ハンガロリンク (1986年-2025年) | 40   |
| ブラジルグランプリ             | インテルラゴス (1973年-1977年, 1979年-1980年, 1990年-2019年) ジャカレパグア (1978年, 1981年-1989年) | 47   |
| フランスグランプリ             | ランス (1950年-1951年, 1953年-1954年, 1956年, 1958年-1961年, 1963年, 1966年) ルーアン (1952年, 1957年, 1962年, 1964年, 1968年) クレルモン・フェラン (1965年, 1969年-1970年, 1972年) ブガッティ（ル・マン） (1967年) ポール・リカール (1971年, 1973年, 1975年-1976年, 1978年, 1980年, 1982年-1983年, 1985年-1990年, 2018年-2019年, 2021年-2022年) ディジョン (1974年, 1977年, 1979年, 1981年, 1984年) マニクール (1991年-2008年) | 62   |
| ペスカーラグランプリ           | ペスカーラ (1957年) | 1    |
| ベルギーグランプリ             | スパ・フランコルシャン (1950年-1956年, 1958年, 1960年-1968年, 1970年, 1983年, 1985年-2002年, 2004年-2005年, 2007年-2025年) ニヴェル (1972年, 1974年) ゾルダー (1973年, 1975年-1982年, 1984年) | 70   |
| ポルトガルグランプリ           | ボアビスタ (1958年, 1960年) モンサント (1959年) エストリル (1984年-1996年) ポルティマン (2020年-2021年) | 18   |
| マイアミグランプリ             | マイアミ (2022年-2025年) | 4    |
| マレーシアグランプリ           | セパン (1999年-2017年) | 19   |
| 南アフリカグランプリ           | イースト・ロンドン (1962年-1963年, 1965年) キャラミ (1967年-1980年, 1982年-1985年, 1992年-1993年) | 23   |
| メキシコグランプリ             | メキシコシティ (1963年-1970年, 1986年-1992年, 2015年-2019年) | 20   |
| メキシコシティグランプリ       | メキシコシティ (2021年-2024年) | 4    |
| モナコグランプリ               | モンテカルロ (1950年, 1955年-2019年, 2021年-2025年) | 71   |
| モロッコグランプリ             | アイン・ディアブ (1958年) | 1    |
| ヨーロッパグランプリ           | ブランズ・ハッチ (1983年, 1985年) ニュルブルクリンク (1984年, 1995年-1996年, 1999年-2007年) ドニントン (1993年) ヘレス (1994年, 1997年) バレンシア (2008年-2012年) バクー (2016年) | 23   |
| ラスベガスグランプリ           | ラスベガス (2023年-2024年) | 2    |
| ルクセンブルクグランプリ       | ニュルブルクリンク (1997年-1998年) | 2    |
| ロシアグランプリ               | ソチ (2014年-2021年) | 8    |
| 70周年記念グランプリ           | シルバーストン (2020年) | 1    |
| 出典:                          | |      |

### 開催国の一覧

緑色は2025年のF1世界選手権レースが開催される国。濃い灰色はかつてF1世界選手権レースが開催されていた国。

下記のリストのうち、太字は2025年の選手権において開催されることとなっている国とグランプリを示す。
2024年終了時点の最多開催数はイタリアの107回で、イタリアグランプリに加えペスカーラグランプリ、サンマリノグランプリ、トスカーナグランプリ、エミリア・ロマーニャグランプリといったレースとの複数開催が長年続いているためである。2位はアメリカ合衆国（以下アメリカ）、イギリス、ドイツが79回で並んでおり、アメリカもイタリア同様、1959年-1960年、1976年-1984年及び2022年以降に複数のレースが開催されているため回数を伸ばしている。ドイツも1995年から2006年までホッケンハイムリンクとニュルブルクリンクで年間2戦が開催されていたが、2020年にニュルブルクリンクで開催されたアイフェルグランプリを最後に開催されていない状態が続いている。
| 開催国           | グランプリ（開催年度） | 回数 | サーキット |
| ---------------- | --- | ---- | ---------- |
| アゼルバイジャン | ヨーロッパグランプリ (2016年) アゼルバイジャングランプリ (2017年-2019年, 2021年-2024年) | 8    | 1          |
| アメリカ合衆国   | インディ500 (1950年-1960年) アメリカグランプリ (1959年-1980年, 1989年-1991年, 2000年-2007年, 2012年-2019年, 2021年-2024年) アメリカ西グランプリ (1976年-1983年) シーザーズ・パレスグランプリ (1981年-1982年) デトロイトグランプリ (1982年-1988年) ダラスグランプリ (1984年) マイアミグランプリ (2022年-2025年) ラスベガスグランプリ (2023年-2024年) | 80   | 12         |
| アラブ首長国連邦 | アブダビグランプリ (2009年-2024年) | 16   | 1          |
| アルゼンチン     | アルゼンチングランプリ (1953年-1958年, 1960年, 1972年-1975年, 1977年-1981年, 1995年-1998年) | 20   | 1          |
| イギリス         | イギリスグランプリ (1950年-2025年) ヨーロッパグランプリ (1983年, 1985年, 1993年) 70周年記念グランプリ (2020年) | 80   | 4          |
| イタリア         | イタリアグランプリ (1950年-2024年) ペスカーラグランプリ (1957年) サンマリノグランプリ (1981年-2006年) トスカーナグランプリ (2020年) エミリア・ロマーニャグランプリ (2020年-2022年, 2024年-2025年) | 108  | 4          |
| インド           | インドグランプリ (2011年-2013年) | 3    | 1          |
| オーストラリア   | オーストラリアグランプリ (1985年-2019年, 2022年-2025年) | 39   | 2          |
| オーストリア     | オーストリアグランプリ (1964年, 1970年-1987年, 1997年-2003年, 2014年-2025年) シュタイアーマルクグランプリ (2020年-2021年) | 40   | 2          |
| オランダ         | オランダグランプリ (1952年-1953年, 1955年, 1958年-1971年, 1973年-1985年, 2021年-2024年) | 34   | 1          |
| カタール         | カタールグランプリ (2021年, 2023年-2024年) | 3    | 1          |
| カナダ           | カナダグランプリ (1967年-1974年, 1976年-1986年, 1988年-2008年, 2010年-2019年, 2022年-2025年) | 54   | 3          |
| 韓国             | 韓国グランプリ (2010年-2013年) | 4    | 1          |
| サウジアラビア   | サウジアラビアグランプリ (2021年-2025年) | 5    | 1          |
| シンガポール     | シンガポールグランプリ (2008年-2019年, 2022年-2024年) | 15   | 1          |
| スイス           | スイスグランプリ (1950年-1954年) | 5    | 1          |
| スウェーデン     | スウェーデングランプリ (1973年-1978年) | 6    | 1          |
| スペイン         | スペイングランプリ (1951年, 1954年, 1968年-1979年, 1981年, 1986年-2025年) ヨーロッパグランプリ (1994年, 1997年, 2008年-2012年) | 62   | 6          |
| 中国             | 中国グランプリ (2004年-2019年, 2024年-2025年) | 18   | 1          |
| ドイツ           | ドイツグランプリ (1951年-1954年, 1956年-1959年, 1961年-2006年, 2008年-2014年, 2016年, 2018年-2019年) ヨーロッパグランプリ (1984年, 1995年-1996年, 1999年-2007年) ルクセンブルクグランプリ (1997年-1998年) アイフェルグランプリ (2020年) | 79   | 3          |
| トルコ           | トルコグランプリ (2005年-2011年, 2020年-2021年) | 9    | 1          |
| 日本             | 日本グランプリ (1976年-1977年, 1987年-2019年, 2022年-2025年) パシフィックグランプリ (1994年-1995年) | 41   | 3          |
| バーレーン       | バーレーングランプリ (2004年-2010年, 2012年-2025年) サヒールグランプリ (2020年) | 22   | 1          |
| ハンガリー       | ハンガリーグランプリ (1986年-2025年) | 40   | 1          |
| ブラジル         | ブラジルグランプリ (1973年-2019年) サンパウログランプリ (2021年-2024年) | 51   | 2          |
| フランス         | フランスグランプリ (1950年-1954年, 1956年-2008年, 2018年-2019年, 2021年-2022年) スイスグランプリ (1982年) | 63   | 7          |
| ベルギー         | ベルギーグランプリ (1950年-1956年, 1958年, 1960年-1968年, 1970年, 1972年-2002年, 2004年-2005年, 2007年-2025年) | 70   | 3          |
| ポルトガル       | ポルトガルグランプリ (1958年-1960年, 1984年-1996年, 2020年-2021年) | 18   | 4          |
| マレーシア       | マレーシアグランプリ (1999年-2017年) | 19   | 1          |
| 南アフリカ       | 南アフリカグランプリ (1962年-1963年, 1965年, 1967年-1980年, 1982年-1985年, 1992年-1993年) | 23   | 2          |
| メキシコ         | メキシコグランプリ (1963年-1970年, 1986年-1992年, 2015年-2019年) メキシコシティグランプリ (2021年-2024年) | 24   | 1          |
| モナコ           | モナコグランプリ (1950年, 1955年-2019年, 2021年-2025年) | 71   | 1          |
| モロッコ         | モロッコグランプリ (1958年) | 1    | 1          |
| ロシア           | ロシアグランプリ (2014年-2021年) | 8    | 1          |
| 出典:            | |      |            |

## 年度別開催レース

### 1950年代

#### 1950年 - 1954年
| Rd. | 1950年 （全7戦） | 1951年 （全8戦） | 1952年 （全8戦） | 1953年 （全9戦） | 1954年 （全9戦） |
| --- | ---------------- | ---------------- | ---------------- | ---------------- | ---------------- |
| 1   | イギリス         | スイス           | スイス           | アルゼンチン     | アルゼンチン     |
| 2   | モナコ           | インディ500      | インディ500      | インディ500      | インディ500      |
| 3   | インディ500      | ベルギー         | ベルギー         | オランダ         | ベルギー         |
| 4   | スイス           | フランス         | フランス         | ベルギー         | フランス         |
| 5   | ベルギー         | イギリス         | イギリス         | フランス         | イギリス         |
| 6   | フランス         | ドイツ           | ドイツ           | イギリス         | ドイツ           |
| 7   | イタリア         | イタリア         | オランダ         | ドイツ           | スイス           |
| 8   |                  | スペイン         | イタリア         | スイス           | イタリア         |
| 9   |                  |                  |                  | イタリア         | スペイン         |

#### 1955年 - 1959年
| Rd. | 1955年 （全7戦） | 1956年 （全8戦） | 1957年 （全8戦） | 1958年 （全11戦） | 1959年 （全9戦） |
| --- | ---------------- | ---------------- | ---------------- | ----------------- | ---------------- |
| 1   | アルゼンチン     | アルゼンチン     | アルゼンチン     | アルゼンチン      | モナコ           |
| 2   | モナコ           | モナコ           | モナコ           | モナコ            | インディ500      |
| 3   | インディ500      | インディ500      | インディ500      | オランダ          | オランダ         |
| 4   | ベルギー         | ベルギー         | フランス         | インディ500       | フランス         |
| 5   | オランダ         | フランス         | イギリス         | ベルギー          | イギリス         |
| 6   | イギリス         | イギリス         | ドイツ           | フランス          | ドイツ           |
| 7   | イタリア         | ドイツ           | ペスカーラ       | イギリス          | ポルトガル       |
| 8   |                  | イタリア         | イタリア         | ドイツ            | イタリア         |
| 9   |                  |                  |                  | ポルトガル        | アメリカ         |
| 10  |                  |                  |                  | イタリア          |                  |
| 11  |                  |                  |                  | モロッコ          |                  |

### 1960年代

#### 1960年 - 1964年
| Rd. | 1960年 （全10戦） | 1961年 （全8戦） | 1962年 （全9戦） | 1963年 （全10戦） | 1964年 （全10戦） |
| --- | ----------------- | ---------------- | ---------------- | ----------------- | ----------------- |
| 1   | アルゼンチン      | モナコ           | オランダ         | モナコ            | モナコ            |
| 2   | モナコ            | オランダ         | モナコ           | ベルギー          | オランダ          |
| 3   | インディ500       | ベルギー         | ベルギー         | オランダ          | ベルギー          |
| 4   | オランダ          | フランス         | フランス         | フランス          | フランス          |
| 5   | ベルギー          | イギリス         | イギリス         | イギリス          | イギリス          |
| 6   | フランス          | ドイツ           | ドイツ           | ドイツ            | ドイツ            |
| 7   | イギリス          | イタリア         | イタリア         | イタリア          | オーストリア      |
| 8   | ポルトガル        | アメリカ         | アメリカ         | アメリカ          | イタリア          |
| 9   | イタリア          |                  | 南アフリカ       | メキシコ          | アメリカ          |
| 10  | アメリカ          |                  |                  | 南アフリカ        | メキシコ          |

#### 1965年 - 1969年
| Rd. | 1965年 （全10戦） | 1966年 （全9戦） | 1967年 （全11戦） | 1968年 （全12戦） | 1969年 （全11戦） |
| --- | ----------------- | ---------------- | ----------------- | ----------------- | ----------------- |
| 1   | 南アフリカ        | モナコ           | 南アフリカ        | 南アフリカ        | 南アフリカ        |
| 2   | モナコ            | ベルギー         | モナコ            | スペイン          | スペイン          |
| 3   | ベルギー          | フランス         | オランダ          | モナコ            | モナコ            |
| 4   | フランス          | イギリス         | ベルギー          | ベルギー          | オランダ          |
| 5   | イギリス          | オランダ         | フランス          | オランダ          | フランス          |
| 6   | オランダ          | ドイツ           | イギリス          | フランス          | イギリス          |
| 7   | ドイツ            | イタリア         | ドイツ            | イギリス          | ドイツ            |
| 8   | イタリア          | アメリカ         | カナダ            | ドイツ            | イタリア          |
| 9   | アメリカ          | メキシコ         | イタリア          | イタリア          | カナダ            |
| 10  | メキシコ          |                  | アメリカ          | カナダ            | アメリカ          |
| 11  |                   |                  | メキシコ          | アメリカ          | メキシコ          |
| 12  |                   |                  |                   | メキシコ          |                   |

### 1970年代

#### 1970年 - 1974年
| Rd. | 1970年 （全13戦） | 1971年 （全11戦） | 1972年 （全12戦） | 1973年 （全15戦） | 1974年 （全15戦） |
| --- | ----------------- | ----------------- | ----------------- | ----------------- | ----------------- |
| 1   | 南アフリカ        | 南アフリカ        | アルゼンチン      | アルゼンチン      | アルゼンチン      |
| 2   | スペイン          | スペイン          | 南アフリカ        | ブラジル          | ブラジル          |
| 3   | モナコ            | モナコ            | スペイン          | 南アフリカ        | 南アフリカ        |
| 4   | ベルギー          | オランダ          | モナコ            | スペイン          | スペイン          |
| 5   | オランダ          | フランス          | ベルギー          | ベルギー          | ベルギー          |
| 6   | フランス          | イギリス          | フランス          | モナコ            | モナコ            |
| 7   | イギリス          | ドイツ            | イギリス          | スウェーデン      | スウェーデン      |
| 8   | ドイツ            | オーストリア      | ドイツ            | フランス          | オランダ          |
| 9   | オーストリア      | イタリア          | オーストリア      | イギリス          | フランス          |
| 10  | イタリア          | カナダ            | イタリア          | オランダ          | イギリス          |
| 11  | カナダ            | アメリカ          | カナダ            | ドイツ            | ドイツ            |
| 12  | アメリカ          |                   | アメリカ          | オーストリア      | オーストリア      |
| 13  | メキシコ          |                   |                   | イタリア          | イタリア          |
| 14  |                   |                   |                   | カナダ            | カナダ            |
| 15  |                   |                   |                   | アメリカ          | アメリカ          |

#### 1975年 - 1979年
| Rd. | 1975年 （全14戦） | 1976年 （全16戦） | 1977年 （全17戦） | 1978年 （全16戦） | 1979年 （全15戦） |
| --- | ----------------- | ----------------- | ----------------- | ----------------- | ----------------- |
| 1   | アルゼンチン      | ブラジル          | アルゼンチン      | アルゼンチン      | アルゼンチン      |
| 2   | ブラジル          | 南アフリカ        | ブラジル          | ブラジル          | ブラジル          |
| 3   | 南アフリカ        | アメリカ西        | 南アフリカ        | 南アフリカ        | 南アフリカ        |
| 4   | スペイン          | スペイン          | アメリカ西        | アメリカ西        | アメリカ西        |
| 5   | モナコ            | ベルギー          | スペイン          | モナコ            | スペイン          |
| 6   | ベルギー          | モナコ            | モナコ            | ベルギー          | ベルギー          |
| 7   | スウェーデン      | スウェーデン      | ベルギー          | スペイン          | モナコ            |
| 8   | オランダ          | フランス          | スウェーデン      | スウェーデン      | フランス          |
| 9   | フランス          | イギリス          | フランス          | フランス          | イギリス          |
| 10  | イギリス          | ドイツ            | イギリス          | イギリス          | ドイツ            |
| 11  | ドイツ            | オーストリア      | ドイツ            | ドイツ            | オーストリア      |
| 12  | オーストリア      | オランダ          | オーストリア      | オーストリア      | オランダ          |
| 13  | イタリア          | イタリア          | オランダ          | オランダ          | イタリア          |
| 14  | アメリカ          | カナダ            | イタリア          | イタリア          | カナダ            |
| 15  |                   | アメリカ          | アメリカ          | アメリカ          | アメリカ          |
| 16  |                   | 日本              | カナダ            | カナダ            |                   |
| 17  |                   |                   | 日本              |                   |                   |

### 1980年代

#### 1980年 - 1984年
| Rd. | 1980年 （全14戦） | 1981年 （全15戦）  | 1982年 （全16戦）  | 1983年 （全15戦） | 1984年 （全16戦） |
| --- | ----------------- | ------------------ | ------------------ | ----------------- | ----------------- |
| 1   | アルゼンチン      | アメリカ西         | 南アフリカ         | ブラジル          | ブラジル          |
| 2   | ブラジル          | ブラジル           | ブラジル           | アメリカ西        | 南アフリカ        |
| 3   | 南アフリカ        | アルゼンチン       | アメリカ西         | フランス          | ベルギー          |
| 4   | アメリカ西        | サンマリノ         | サンマリノ         | サンマリノ        | サンマリノ        |
| 5   | ベルギー          | ベルギー           | ベルギー           | モナコ            | フランス          |
| 6   | モナコ            | モナコ             | モナコ             | ベルギー          | モナコ            |
| 7   | フランス          | スペイン           | デトロイト         | デトロイト        | カナダ            |
| 8   | イギリス          | フランス           | カナダ             | カナダ            | デトロイト        |
| 9   | ドイツ            | イギリス           | オランダ           | イギリス          | ダラス            |
| 10  | オーストリア      | ドイツ             | イギリス           | ドイツ            | イギリス          |
| 11  | オランダ          | オーストリア       | フランス           | オーストリア      | ドイツ            |
| 12  | イタリア          | オランダ           | ドイツ             | オランダ          | オーストリア      |
| 13  | カナダ            | イタリア           | オーストリア       | イタリア          | オランダ          |
| 14  | アメリカ          | カナダ             | スイス             | ヨーロッパ        | イタリア          |
| 15  |                   | シーザーズ・パレス | イタリア           | 南アフリカ        | ヨーロッパ        |
| 16  |                   |                    | シーザーズ・パレス |                   | ポルトガル        |

#### 1985年 - 1989年
| Rd. | 1985年 （全16戦） | 1986年 （全16戦） | 1987年 （全16戦） | 1988年 （全16戦） | 1989年 （全16戦） |
| --- | ----------------- | ----------------- | ----------------- | ----------------- | ----------------- |
| 1   | ブラジル          | ブラジル          | ブラジル          | ブラジル          | ブラジル          |
| 2   | ポルトガル        | スペイン          | サンマリノ        | サンマリノ        | サンマリノ        |
| 3   | サンマリノ        | サンマリノ        | ベルギー          | モナコ            | モナコ            |
| 4   | モナコ            | モナコ            | モナコ            | メキシコ          | メキシコ          |
| 5   | カナダ            | ベルギー          | デトロイト        | カナダ            | アメリカ          |
| 6   | デトロイト        | カナダ            | フランス          | デトロイト        | カナダ            |
| 7   | フランス          | デトロイト        | イギリス          | フランス          | フランス          |
| 8   | イギリス          | フランス          | ドイツ            | イギリス          | イギリス          |
| 9   | ドイツ            | イギリス          | ハンガリー        | ドイツ            | ドイツ            |
| 10  | オーストリア      | ドイツ            | オーストリア      | ハンガリー        | ハンガリー        |
| 11  | オランダ          | ハンガリー        | イタリア          | ベルギー          | ベルギー          |
| 12  | イタリア          | オーストリア      | ポルトガル        | イタリア          | イタリア          |
| 13  | ベルギー          | イタリア          | スペイン          | ポルトガル        | ポルトガル        |
| 14  | ヨーロッパ        | ポルトガル        | メキシコ          | スペイン          | スペイン          |
| 15  | 南アフリカ        | メキシコ          | 日本              | 日本              | 日本              |
| 16  | オーストラリア    | オーストラリア    | オーストラリア    | オーストラリア    | オーストラリア    |

### 1990年代

#### 1990年 - 1994年
| Rd. | 1990年 （全16戦） | 1991年 （全16戦） | 1992年 （全16戦） | 1993年 （全16戦） | 1994年 （全16戦） |
| --- | ----------------- | ----------------- | ----------------- | ----------------- | ----------------- |
| 1   | アメリカ          | アメリカ          | 南アフリカ        | 南アフリカ        | ブラジル          |
| 2   | ブラジル          | ブラジル          | メキシコ          | ブラジル          | パシフィック      |
| 3   | サンマリノ        | サンマリノ        | ブラジル          | ヨーロッパ        | サンマリノ        |
| 4   | モナコ            | モナコ            | スペイン          | サンマリノ        | モナコ            |
| 5   | カナダ            | カナダ            | サンマリノ        | スペイン          | スペイン          |
| 6   | メキシコ          | メキシコ          | モナコ            | モナコ            | カナダ            |
| 7   | フランス          | フランス          | カナダ            | カナダ            | フランス          |
| 8   | イギリス          | イギリス          | フランス          | フランス          | イギリス          |
| 9   | ドイツ            | ドイツ            | イギリス          | イギリス          | ドイツ            |
| 10  | ハンガリー        | ハンガリー        | ドイツ            | ドイツ            | ハンガリー        |
| 11  | ベルギー          | ベルギー          | ハンガリー        | ハンガリー        | ベルギー          |
| 12  | イタリア          | イタリア          | ベルギー          | ベルギー          | イタリア          |
| 13  | ポルトガル        | ポルトガル        | イタリア          | イタリア          | ポルトガル        |
| 14  | スペイン          | スペイン          | ポルトガル        | ポルトガル        | ヨーロッパ        |
| 15  | 日本              | 日本              | 日本              | 日本              | 日本              |
| 16  | オーストラリア    | オーストラリア    | オーストラリア    | オーストラリア    | オーストラリア    |

#### 1995年 - 1999年
| Rd. | 1995年 （全17戦） | 1996年 （全16戦） | 1997年 （全17戦） | 1998年 （全16戦） | 1999年 （全16戦） |
| --- | ----------------- | ----------------- | ----------------- | ----------------- | ----------------- |
| 1   | ブラジル          | オーストラリア    | オーストラリア    | オーストラリア    | オーストラリア    |
| 2   | アルゼンチン      | ブラジル          | ブラジル          | ブラジル          | ブラジル          |
| 3   | サンマリノ        | アルゼンチン      | アルゼンチン      | アルゼンチン      | サンマリノ        |
| 4   | スペイン          | ヨーロッパ        | サンマリノ        | サンマリノ        | モナコ            |
| 5   | モナコ            | サンマリノ        | モナコ            | スペイン          | スペイン          |
| 6   | カナダ            | モナコ            | スペイン          | モナコ            | カナダ            |
| 7   | フランス          | スペイン          | カナダ            | カナダ            | フランス          |
| 8   | イギリス          | カナダ            | フランス          | フランス          | イギリス          |
| 9   | ドイツ            | フランス          | イギリス          | イギリス          | オーストリア      |
| 10  | ハンガリー        | イギリス          | ドイツ            | オーストリア      | ドイツ            |
| 11  | ベルギー          | ドイツ            | ハンガリー        | ドイツ            | ハンガリー        |
| 12  | イタリア          | ハンガリー        | ベルギー          | ハンガリー        | ベルギー          |
| 13  | ポルトガル        | ベルギー          | イタリア          | ベルギー          | イタリア          |
| 14  | ヨーロッパ        | イタリア          | オーストリア      | イタリア          | ヨーロッパ        |
| 15  | パシフィック      | ポルトガル        | ルクセンブルク    | ルクセンブルク    | マレーシア        |
| 16  | 日本              | 日本              | 日本              | 日本              | 日本              |
| 17  | オーストラリア    |                   | ヨーロッパ        |                   |                   |

### 2000年代

#### 2000年 - 2004年
| Rd. | 2000年 （全17戦） | 2001年 （全17戦） | 2002年 （全17戦） | 2003年 （全16戦） | 2004年 （全18戦） |
| --- | ----------------- | ----------------- | ----------------- | ----------------- | ----------------- |
| 1   | オーストラリア    | オーストラリア    | オーストラリア    | オーストラリア    | オーストラリア    |
| 2   | ブラジル          | マレーシア        | マレーシア        | マレーシア        | マレーシア        |
| 3   | サンマリノ        | ブラジル          | ブラジル          | ブラジル          | バーレーン        |
| 4   | イギリス          | サンマリノ        | サンマリノ        | サンマリノ        | サンマリノ        |
| 5   | スペイン          | スペイン          | スペイン          | スペイン          | スペイン          |
| 6   | ヨーロッパ        | オーストリア      | オーストリア      | オーストリア      | モナコ            |
| 7   | モナコ            | モナコ            | モナコ            | モナコ            | ヨーロッパ        |
| 8   | カナダ            | カナダ            | カナダ            | カナダ            | カナダ            |
| 9   | フランス          | ヨーロッパ        | ヨーロッパ        | ヨーロッパ        | アメリカ          |
| 10  | オーストリア      | フランス          | イギリス          | フランス          | フランス          |
| 11  | ドイツ            | イギリス          | フランス          | イギリス          | イギリス          |
| 12  | ハンガリー        | ドイツ            | ドイツ            | ドイツ            | ドイツ            |
| 13  | ベルギー          | ハンガリー        | ハンガリー        | ハンガリー        | ハンガリー        |
| 14  | イタリア          | ベルギー          | ベルギー          | イタリア          | ベルギー          |
| 15  | アメリカ          | イタリア          | イタリア          | アメリカ          | イタリア          |
| 16  | 日本              | アメリカ          | アメリカ          | 日本              | 中国              |
| 17  | マレーシア        | 日本              | 日本              |                   | 日本              |
| 18  |                   |                   |                   |                   | ブラジル          |

#### 2005年 - 2009年
| Rd. | 2005年 （全19戦） | 2006年 （全18戦） | 2007年 （全17戦） | 2008年 （全18戦） | 2009年 （全17戦） |
| --- | ----------------- | ----------------- | ----------------- | ----------------- | ----------------- |
| 1   | オーストラリア    | バーレーン        | オーストラリア    | オーストラリア    | オーストラリア    |
| 2   | マレーシア        | マレーシア        | マレーシア        | マレーシア        | マレーシア        |
| 3   | バーレーン        | オーストラリア    | バーレーン        | バーレーン        | 中国              |
| 4   | サンマリノ        | サンマリノ        | スペイン          | スペイン          | バーレーン        |
| 5   | スペイン          | ヨーロッパ        | モナコ            | トルコ            | スペイン          |
| 6   | モナコ            | スペイン          | カナダ            | モナコ            | モナコ            |
| 7   | ヨーロッパ        | モナコ            | アメリカ          | カナダ            | トルコ            |
| 8   | カナダ            | イギリス          | フランス          | フランス          | イギリス          |
| 9   | アメリカ          | カナダ            | イギリス          | イギリス          | ドイツ            |
| 10  | フランス          | アメリカ          | ヨーロッパ        | ドイツ            | ハンガリー        |
| 11  | イギリス          | フランス          | ハンガリー        | ハンガリー        | ヨーロッパ        |
| 12  | ドイツ            | ドイツ            | トルコ            | ヨーロッパ        | ベルギー          |
| 13  | ハンガリー        | ハンガリー        | イタリア          | ベルギー          | イタリア          |
| 14  | トルコ            | トルコ            | ベルギー          | イタリア          | シンガポール      |
| 15  | イタリア          | イタリア          | 日本              | シンガポール      | 日本              |
| 16  | ベルギー          | 中国              | 中国              | 日本              | ブラジル          |
| 17  | ブラジル          | 日本              | ブラジル          | 中国              | アブダビ          |
| 18  | 日本              | ブラジル          |                   | ブラジル          |                   |
| 19  | 中国              |                   |                   |                   |                   |

### 2010年代

#### 2010年 - 2014年
| Rd. | 2010年 （全19戦） | 2011年 （全19戦） | 2012年 （全20戦） | 2013年 （全19戦） | 2014年 （全19戦） |
| --- | ----------------- | ----------------- | ----------------- | ----------------- | ----------------- |
| 1   | バーレーン        | オーストラリア    | オーストラリア    | オーストラリア    | オーストラリア    |
| 2   | オーストラリア    | マレーシア        | マレーシア        | マレーシア        | マレーシア        |
| 3   | マレーシア        | 中国              | 中国              | 中国              | バーレーン        |
| 4   | 中国              | トルコ            | バーレーン        | バーレーン        | 中国              |
| 5   | スペイン          | スペイン          | スペイン          | スペイン          | スペイン          |
| 6   | モナコ            | モナコ            | モナコ            | モナコ            | モナコ            |
| 7   | トルコ            | カナダ            | カナダ            | カナダ            | カナダ            |
| 8   | カナダ            | ヨーロッパ        | ヨーロッパ        | イギリス          | オーストリア      |
| 9   | ヨーロッパ        | イギリス          | イギリス          | ドイツ            | イギリス          |
| 10  | イギリス          | ドイツ            | ドイツ            | ハンガリー        | ドイツ            |
| 11  | ドイツ            | ハンガリー        | ハンガリー        | ベルギー          | ハンガリー        |
| 12  | ハンガリー        | ベルギー          | ベルギー          | イタリア          | ベルギー          |
| 13  | ベルギー          | イタリア          | イタリア          | シンガポール      | イタリア          |
| 14  | イタリア          | シンガポール      | シンガポール      | 韓国              | シンガポール      |
| 15  | シンガポール      | 日本              | 日本              | 日本              | 日本              |
| 16  | 日本              | 韓国              | 韓国              | インド            | ロシア            |
| 17  | 韓国              | インド            | インド            | アブダビ          | アメリカ          |
| 18  | ブラジル          | アブダビ          | アブダビ          | アメリカ          | ブラジル          |
| 19  | アブダビ          | ブラジル          | アメリカ          | ブラジル          | アブダビ          |
| 20  |                   |                   | ブラジル          |                   |                   |

#### 2015年 - 2019年
| Rd. | 2015年 （全19戦） | 2016年 （全21戦） | 2017年 （全20戦） | 2018年 （全21戦） | 2019年 （全21戦） |
| --- | ----------------- | ----------------- | ----------------- | ----------------- | ----------------- |
| 1   | オーストラリア    | オーストラリア    | オーストラリア    | オーストラリア    | オーストラリア    |
| 2   | マレーシア        | バーレーン        | 中国              | バーレーン        | バーレーン        |
| 3   | 中国              | 中国              | バーレーン        | 中国              | 中国              |
| 4   | バーレーン        | ロシア            | ロシア            | アゼルバイジャン  | アゼルバイジャン  |
| 5   | スペイン          | スペイン          | スペイン          | スペイン          | スペイン          |
| 6   | モナコ            | モナコ            | モナコ            | モナコ            | モナコ            |
| 7   | カナダ            | カナダ            | カナダ            | カナダ            | カナダ            |
| 8   | オーストリア      | ヨーロッパ        | アゼルバイジャン  | フランス          | フランス          |
| 9   | イギリス          | オーストリア      | オーストリア      | オーストリア      | オーストリア      |
| 10  | ハンガリー        | イギリス          | イギリス          | イギリス          | イギリス          |
| 11  | ベルギー          | ハンガリー        | ハンガリー        | ドイツ            | ドイツ            |
| 12  | イタリア          | ドイツ            | ベルギー          | ハンガリー        | ハンガリー        |
| 13  | シンガポール      | ベルギー          | イタリア          | ベルギー          | ベルギー          |
| 14  | 日本              | イタリア          | シンガポール      | イタリア          | イタリア          |
| 15  | ロシア            | シンガポール      | マレーシア        | シンガポール      | シンガポール      |
| 16  | アメリカ          | マレーシア        | 日本              | ロシア            | ロシア            |
| 17  | メキシコ          | 日本              | アメリカ          | 日本              | 日本              |
| 18  | ブラジル          | アメリカ          | メキシコ          | アメリカ          | メキシコ          |
| 19  | アブダビ          | メキシコ          | ブラジル          | メキシコ          | アメリカ          |
| 20  |                   | ブラジル          | アブダビ          | ブラジル          | ブラジル          |
| 21  |                   | アブダビ          |                   | アブダビ          | アブダビ          |

### 2020年代

#### 2020年 - 2024年
| Rd. | 2020年 （全17戦）    | 2021年 （全22戦）    | 2022年 （全22戦）    | 2023年 （全22戦）             | 2024年 （全24戦）    |
| --- | -------------------- | -------------------- | -------------------- | ----------------------------- | -------------------- |
| 1   | オーストリア         | バーレーン           | バーレーン           | バーレーン                    | バーレーン           |
| 2   | シュタイアーマルク   | エミリア・ロマーニャ | サウジアラビア       | サウジアラビア                | サウジアラビア       |
| 3   | ハンガリー           | ポルトガル           | オーストラリア       | オーストラリア                | オーストラリア       |
| 4   | イギリス             | スペイン             | エミリア・ロマーニャ | アゼルバイジャン              | 日本                 |
| 5   | 70周年記念           | モナコ               | マイアミ             | マイアミ                      | 中国                 |
| 6   | スペイン             | アゼルバイジャン     | スペイン             | エミリア・ロマーニャ （中止） | マイアミ             |
| 7   | ベルギー             | フランス             | モナコ               | モナコ                        | エミリア・ロマーニャ |
| 8   | イタリア             | シュタイアーマルク   | アゼルバイジャン     | スペイン                      | モナコ               |
| 9   | トスカーナ           | オーストリア         | カナダ               | カナダ                        | カナダ               |
| 10  | ロシア               | イギリス             | イギリス             | オーストリア                  | スペイン             |
| 11  | アイフェル           | ハンガリー           | オーストリア         | イギリス                      | オーストリア         |
| 12  | ポルトガル           | ベルギー             | フランス             | ハンガリー                    | イギリス             |
| 13  | エミリア・ロマーニャ | オランダ             | ハンガリー           | ベルギー                      | ハンガリー           |
| 14  | トルコ               | イタリア             | ベルギー             | オランダ                      | ベルギー             |
| 15  | バーレーン           | ロシア               | オランダ             | イタリア                      | オランダ             |
| 16  | サヒール             | トルコ               | イタリア             | シンガポール                  | イタリア             |
| 17  | アブダビ             | アメリカ             | シンガポール         | 日本                          | アゼルバイジャン     |
| 18  |                      | メキシコシティ       | 日本                 | カタール                      | シンガポール         |
| 19  |                      | サンパウロ           | アメリカ             | アメリカ                      | アメリカ             |
| 20  |                      | カタール             | メキシコシティ       | メキシコシティ                | メキシコシティ       |
| 21  |                      | サウジアラビア       | サンパウロ           | サンパウロ                    | サンパウロ           |
| 22  |                      | アブダビ             | アブダビ             | ラスベガス                    | ラスベガス           |
| 23  |                      |                      |                      | アブダビ                      | カタール             |
| 24  |                      |                      |                      |                               | アブダビ             |

#### 2025年 -
| Rd. | 2025年 （全24戦[予定]） |
| --- | ----------------------- |
| 1   | オーストラリア          |
| 2   | 中国                    |
| 3   | 日本                    |
| 4   | バーレーン              |
| 5   | サウジアラビア          |
| 6   | マイアミ                |
| 7   | エミリア・ロマーニャ    |
| 8   | モナコ                  |
| 9   | スペイン                |
| 10  | カナダ                  |
| 11  | オーストリア            |
| 12  | イギリス                |
| 13  | ベルギー                |
| 14  | ハンガリー              |
| 15  |                         |
| 16  |                         |
| 17  |                         |
| 18  |                         |
| 19  |                         |
| 20  |                         |
| 21  |                         |
| 22  |                         |
| 23  |                         |
| 24  |                         |

## 節目となったレース
（100戦ごと）
| レース数  | 年     | グランプリ     | サーキット           | 優勝者                     | 優勝者                  |
| レース数  | 年     | グランプリ     | サーキット           | ドライバー                 | コンストラクター        |
| --------- | ------ | -------------- | -------------------- | -------------------------- | ----------------------- |
| 1戦目     | 1950年 | イギリス       | シルバーストン       | ジュゼッペ・ファリーナ     | アルファロメオ          |
| 100戦目   | 1961年 | ドイツ         | ニュルブルクリンク   | スターリング・モス         | ロータス-クライマックス |
| 200戦目   | 1971年 | モナコ         | モンテカルロ         | ジャッキー・スチュワート   | ティレル-フォード       |
| 300戦目   | 1978年 | 南アフリカ     | キャラミ             | ロニー・ピーターソン       | ロータス-フォード       |
| 400戦目   | 1984年 | オーストリア   | エステルライヒリンク | ニキ・ラウダ               | マクラーレン-TAG        |
| 500戦目   | 1990年 | オーストラリア | アデレード           | ネルソン・ピケ             | ベネトン-フォード       |
| 600戦目   | 1997年 | アルゼンチン   | ブエノスアイレス     | ジャック・ヴィルヌーヴ     | ウィリアムズ-ルノー     |
| 700戦目   | 2003年 | ブラジル       | インテルラゴス       | ジャンカルロ・フィジケラ   | ジョーダン-フォード     |
| 800戦目   | 2008年 | シンガポール   | シンガポール         | フェルナンド・アロンソ     | ルノー                  |
| 900戦目   | 2014年 | バーレーン     | サヒール             | ルイス・ハミルトン         | メルセデス              |
| 1,000戦目 | 2019年 | 中国           | 上海                 | ルイス・ハミルトン         | メルセデス              |
| 1,100戦目 | 2023年 | ラスベガス     | ラスベガス           | マックス・フェルスタッペン | レッドブル-ホンダ・RBPT |